# Voorde (Ninove)

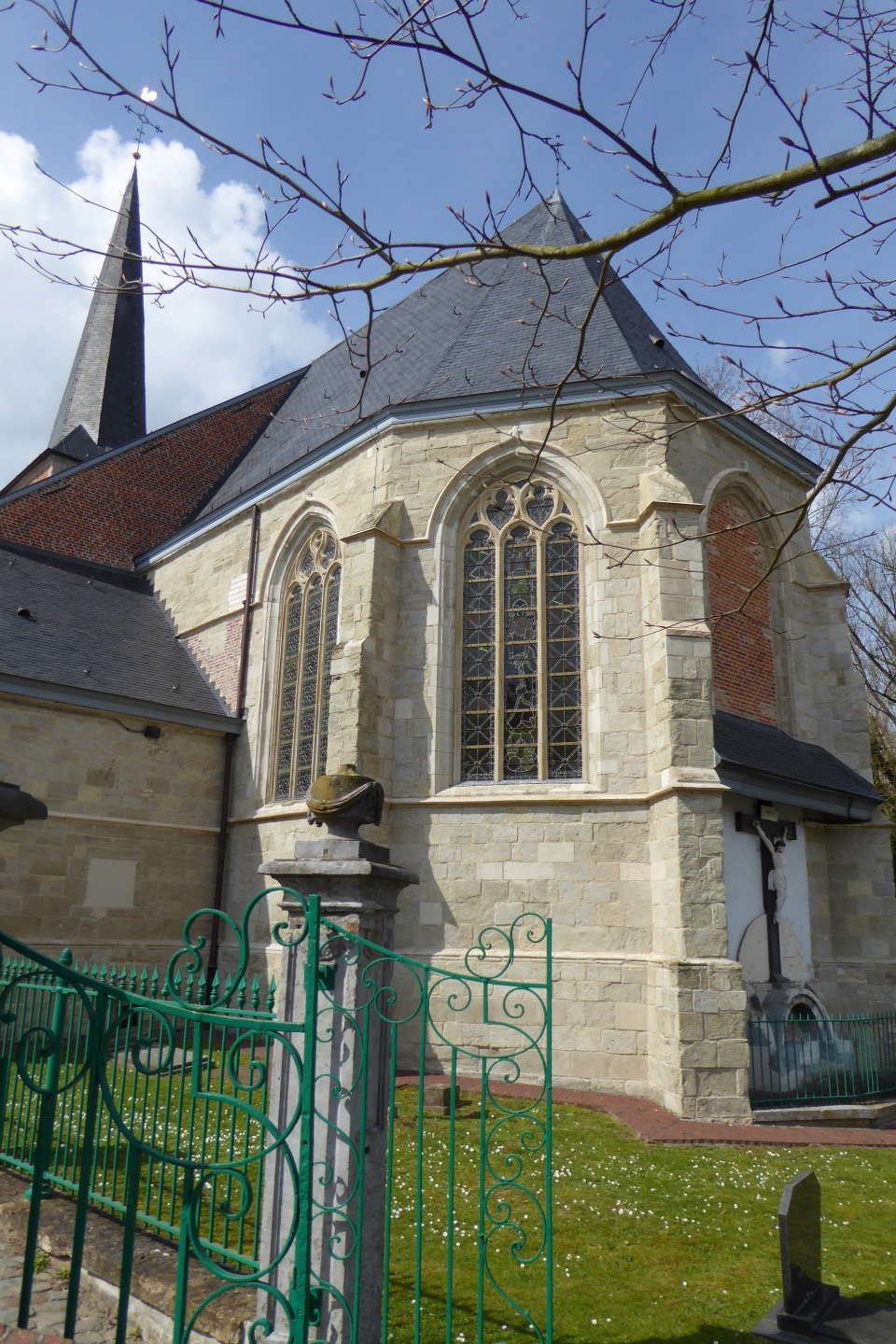
De kerk van Sint-Pietersbanden

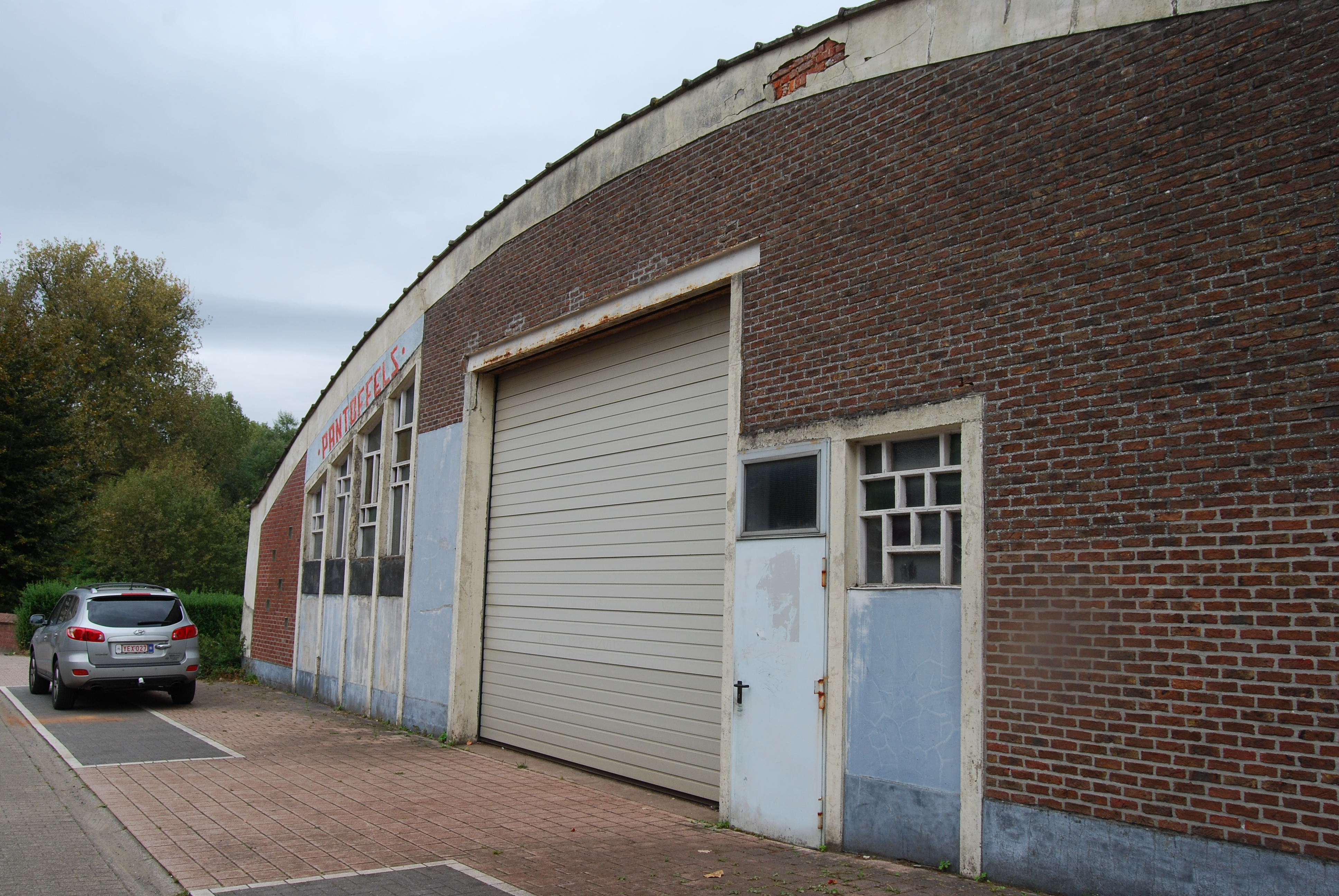
Oude pantoffelfabriek gelegen vlakbij de kerk

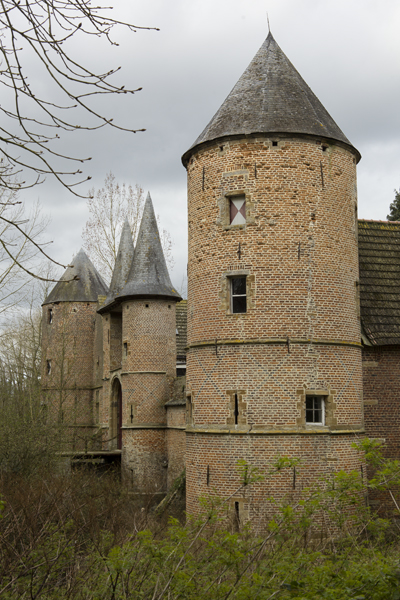
Het huidige kasteel van Voorde

Voorde is een dorp in de Belgische provincie Oost-Vlaanderen en een deelgemeente van Ninove. Tot de gemeentelijke herindeling van 1977 was het een zelfstandige gemeente. Voorde is gelegen in de Denderstreek, met een landelijke karakter en waar de lokale folklore voelbaar is in het dorpsbeeld. Zo waren de zogenaamde “puitenrijders” een plaatselijk volksvermaak waarbij deelnemers met levende puit op een platte kruiwagen om de snelste tijd streden. Aan deze traditie herinnert een ludiek beeld bij het inrijden van de Ophemstraat. In het groen rond de oude woonkern van het dorp liggen de kerk, de vroegere pastorie (thans privéwoning) en het kasteel. Van daaruit breidde de bebouwing zich noordwaarts uit langs de steenweg Aalst-Geraardsbergen (N460) en de Brakelsesteenweg. Beide steenwegen kruisen elkaar aan “De Kalvaar” (in de volksmond soms aangeduid als “de vuile voorschoot”). Nabij het kruispunt midden in de velden ligt ook de beukenboomkapel.

## Etymologie
De oorsprong van de plaatsnaam Voorde is niet met zekerheid vastgesteld. Een hypothese verbindt de naam met het Oeral-Keltische fuera-hutta, wat zou betekenen: “met paalwerk omgeven woongebied waar de mens beschermd is tegen wolven en andere gevaren van buitenaf”. Volgens deze verklaring zou hieruit het Nederlandse woord “vrijheid” zijn voortgekomen.
In een andere verklaring wordt verwezen naar de oudst bekende vermelding, Vorda (1197), waarin voorde in het Middelnederlands “wad” of “doorwaadbare plaats” betekent. Dit zou betrekking hebben op de voorheen moerassige vallei van de Ophembeek, een zijriviertje van de Dender. In deze sterk ingesneden vallei ontstond en groeide de nederzetting.

## Geschiedenis
Over de vroege geschiedenis van Voorde, in de periode vóór de hoge of feodale middeleeuwen, zijn geen betrouwbare gegevens bekend. Mogelijk was er in de Frankische tijd een kleine landbouwnederzetting, gesticht door Germaanse bewoners.
De oudst bekende vermeldingen van het dorp dateren uit de 12e eeuw. Vermoed wordt dat Voorde, net als veel andere plaatsen, tijdens de bevolkingsgroei in de 11e eeuw is uitgegroeid tot een klein landbouwdorp. In de feodale periode vormde de nederzetting een afzonderlijk domein, in bezit van een plaatselijke adellijke familie. Rond de burcht van de heren van Voorde ontwikkelde zich een dorpskern. Door latere omstandigheden, waaronder de aanleg van de weg Geraardsbergen-Aalst, verschoof de bebouwing geleidelijk richting deze verbindingsweg. De oudst bekende heer was Zeger van Voorde, vermeld in 1202. Via huwelijken en erfenissen kwam het domein in de 14e eeuw in handen van de familie Tedegemia, later gevolgd door de edelen van Gruuthuyse, prinsen van Steenhuize. In de 15e eeuw behoorde het toe aan de familie Van Idegem. Van 1486 tot 1518 was Roeland van Wedergrate heer van Voorde; zijn grafsteen en die van zijn echtgenote Katelijne van der Cameren bevinden zich nog steeds in de bestrating voor de kerkdeur. Daarna kwam de heerlijkheid in bezit van Joris van der Meere, stamvader van een familie die het domein tot het begin van de 19e eeuw behield. De laatste heer, de graaf Van der Meere van Kruishoutem, bezat nog diverse middeleeuwse rechten, waaronder rechtsmacht in alle graden, het houden van een feodaal hof met circa vijftig achterlenen, en heffingen zoals het recht op de tong van geslachte staldieren.
Tijdens de Franse periode (1794–1815) werden de feodale structuren, waaronder baronieën, heerlijkheden en graafschappen, afgeschaft en vervangen door de moderne gemeentelijke indeling. In de 19e en vooral de 20e eeuw ontwikkelde Voorde zich tot een straatdorp met lintbebouwing langs de Geraardsbergse- en Brakelsesteenweg.

## Bezienswaardigheden
- Het omgrachte Kasteel van Voorde uit de 16de eeuw.
- De driebeukige bakstenen Sint-Pietersbandenkerk.
- De Onze-Lieve-Vrouw-ten-Beukenboomkapel is een beschermd monument.
- Heel de oude dorpskern met deze monumenten werd beschermd als dorpsgezicht.
- De pastorie, voormalig ziekenhuis van de Ninoofse Abdij van Sint-Cornelius en Sint-Cyprianus.
- Het Kastanjehof, bakermat van de familie de Pessemier en van schrijver Paul de Pessemier 's Gravendries.

## Demografische ontwikkeling
- Bronnen:NIS, Opm:1831 tot en met 1970=volkstellingen; 1976 = inwoneraantal op 31 december

## Burgemeesters
De burgemeesters van Voorde waren:
- 1699-1703 : Joos de Grave
- 1703-1712 : Jan Mertens
- 1712-1724 : Christiaan de Bruyne
- 1724-1739 : Geeraard Groeninck
- 1739-1754 : Jan Noye
- 1754-1769 : Bartel van den Neucker
- 1769-1801 : Frans de Boe
- 1801-1803 : Christiaan van den Neucker
- 1803-1817 : J.-B. Ghiselin
- 1817-1825 : Frans Rens
- 1825-1834 : Constantinus de Boe
- 1834-1885 : J.-B. Van den Neucker
- 1885-???? : P.-F. Plaisant
- ?-? : Richard Pessemier[3]
- ?-1976 : Frans Groeninck

## Toerisme
Door dit dorp loopt onder meer de fietsroute Denderende steden.

## Sport
Tot en met het voetbalseizoen 2017-2018 speelde voetbalclub SV Voorde te Voorde. In 2018 fuseerde de club met het naburige KE Appelterre-Eichem en vormden ze samen KFC Voorde-Appelterre.
KFC Voorde-Appelterre speelt met zijn 1e ploeg A in 3e afdeling Voetbal Vlaanderen. Hun wedstrijden gaan door te Appelterre, Molenveldweg.
Alle anderen wedstrijden, nl. deze van de uitgebreide jeugdwerking (ca. 250 jeugdspelers), de beloften en 1e ploeg B, gaan door te Voorde, Karmelietenstraat.
Vanaf het seizoen 2023-2024 zal KFC Voorde-Appelterre ook van start gaan met vrouwenvoetbal dit in nauwe samenwerking met Divas Ninove.

## Bekende Voordenaars
- Michel Casteur, Vorige burgemeester van Ninove

## Natuur en landschap
Voorde ligt op een hoogte van 20-47 meter aan de Oppembeek.

## Galerij

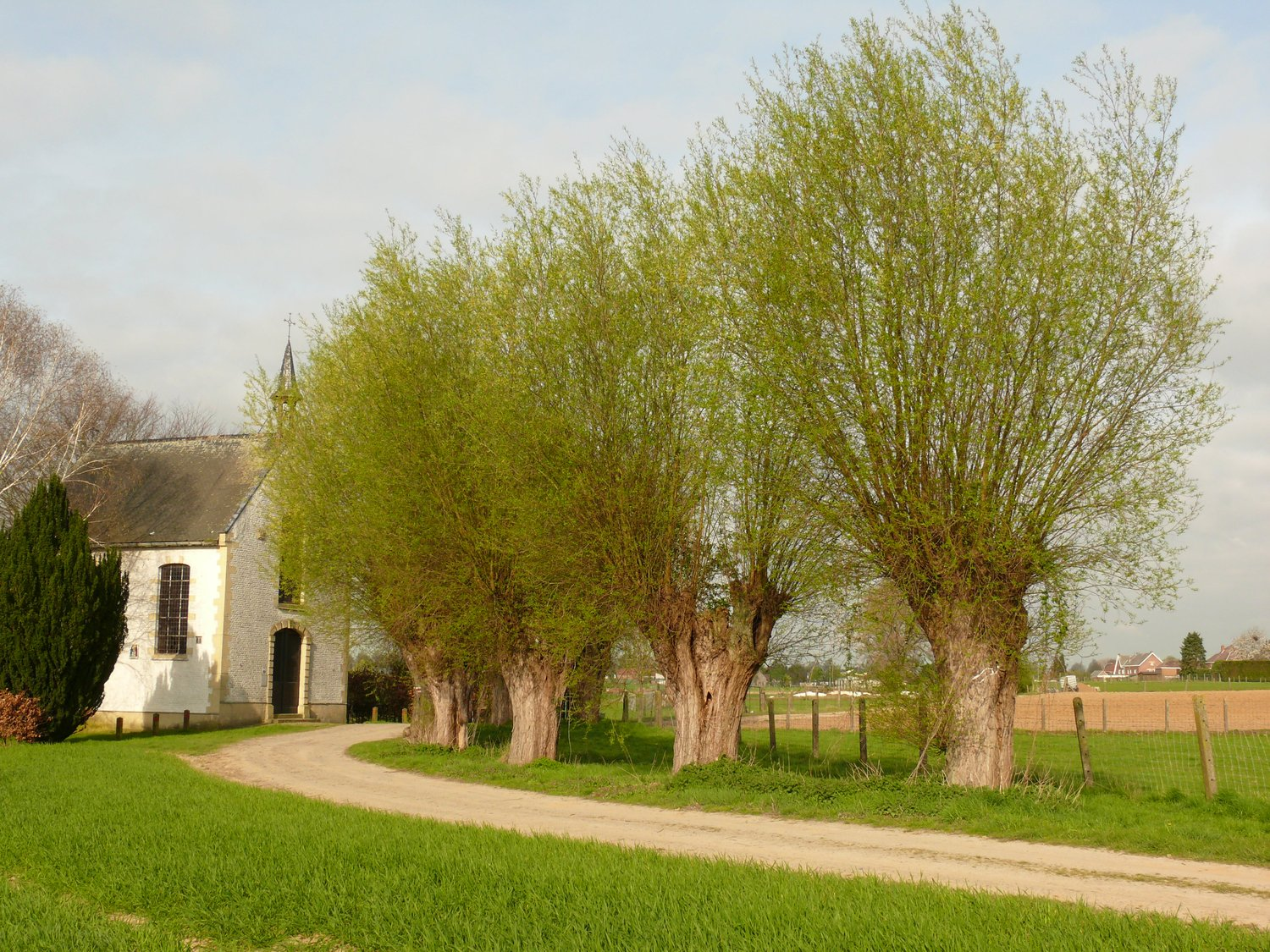
Onze-Lieve-Vrouw-ten-Beukenboomkapel
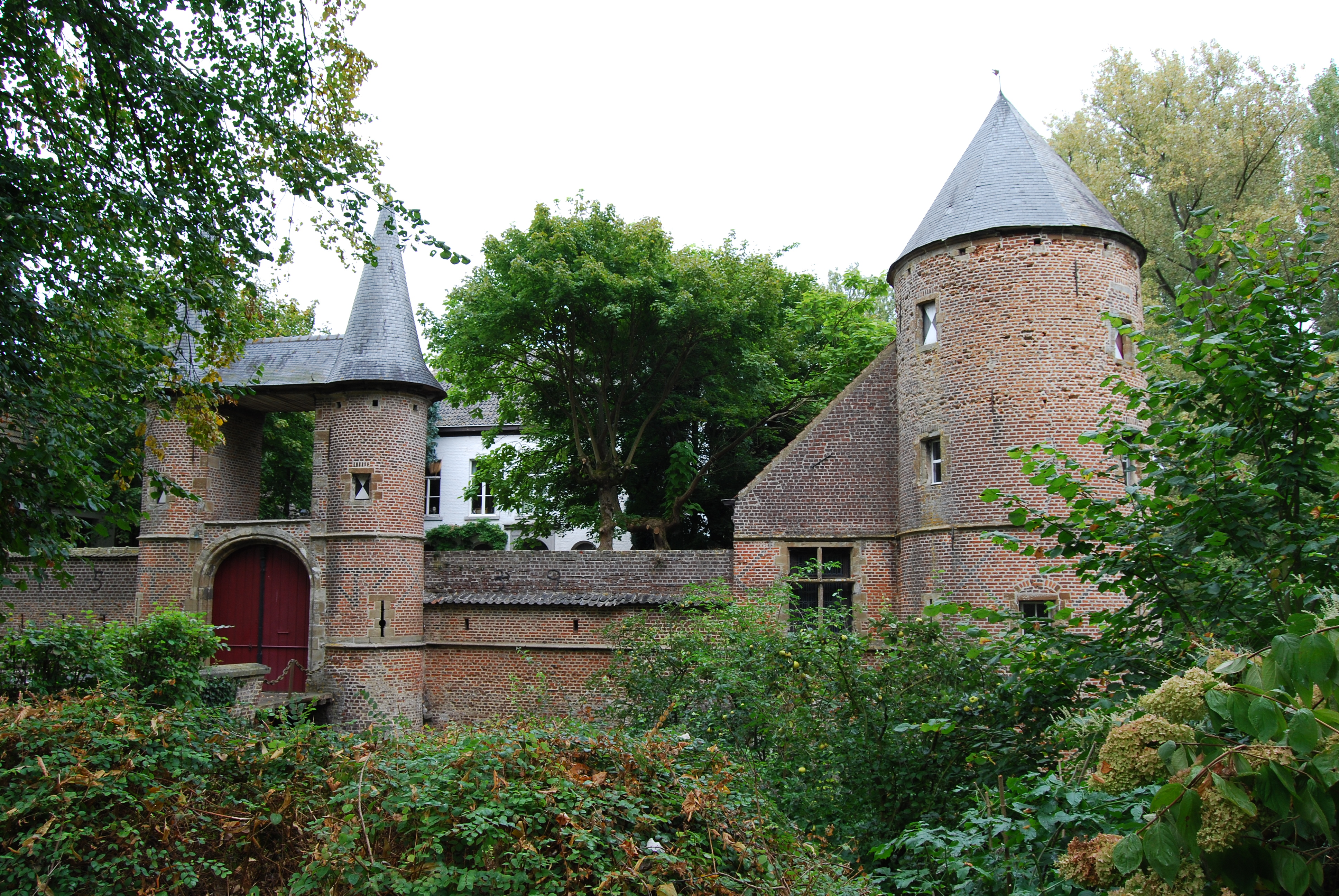
Kasteel van Voorde
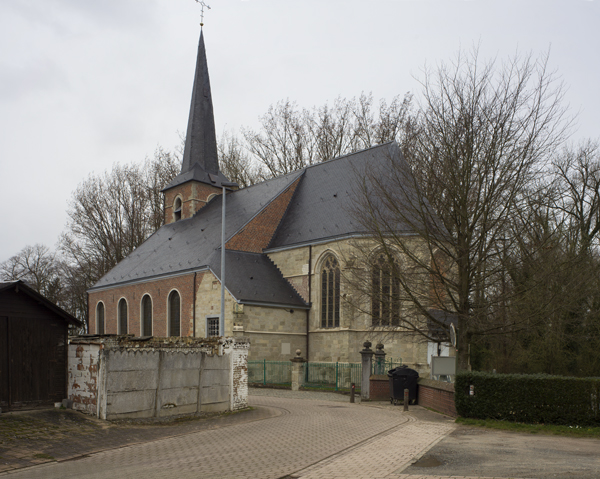
Sint-Pietersbandenkerk
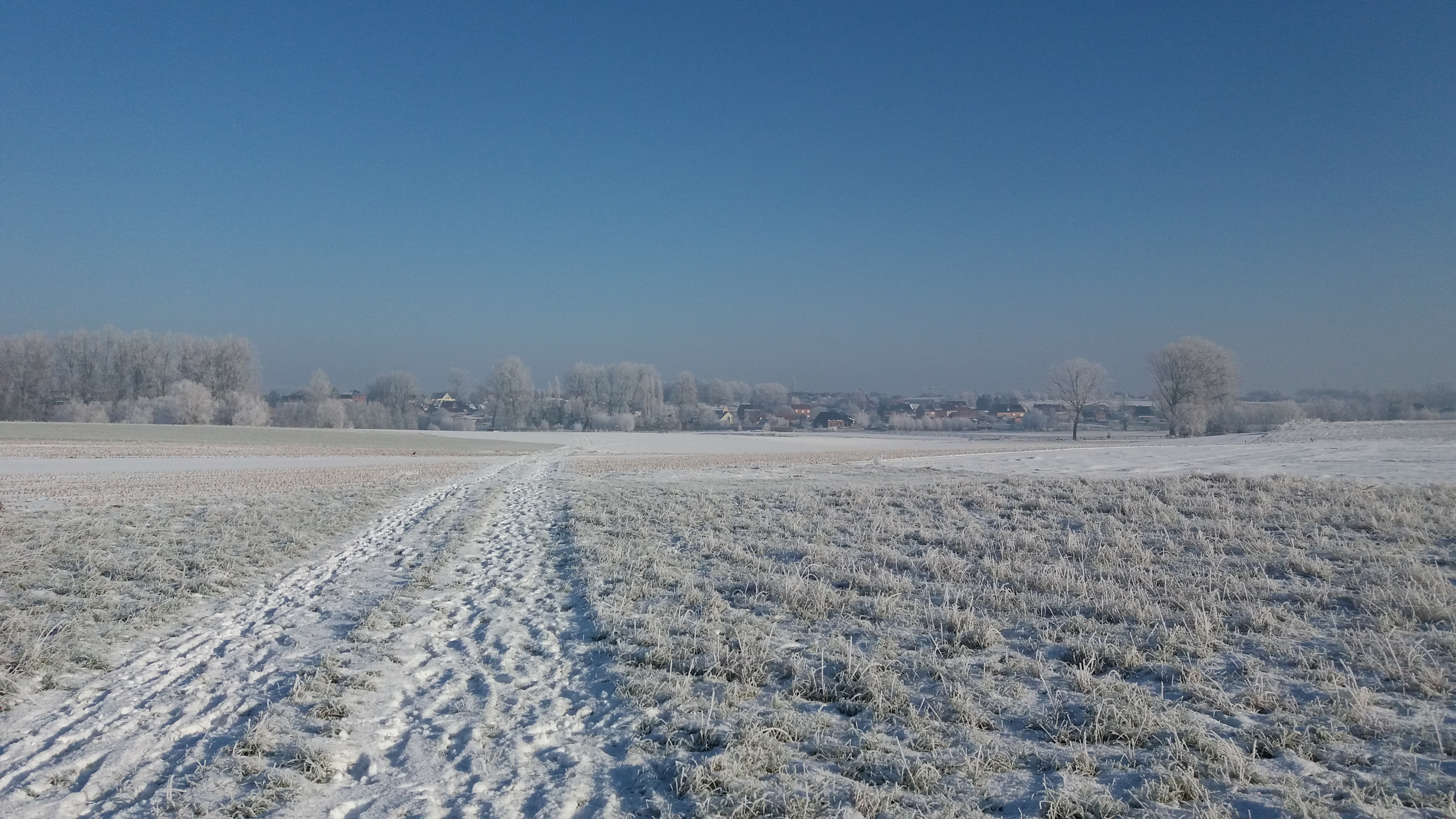
Vallei van de Ophembeek (Oppembeek)

## Nabijgelegen kernen
Appelterre, Smeerebbe, Aspelare
Deelgemeenten: Appelterre-Eichem · Aspelare · Denderwindeke · Lieferinge · Meerbeke · Nederhasselt · Neigem · Ninove · Okegem · Outer · Pollare · Voorde

Overige dorpen, gehuchten en wijken: Appelterre · Bevingen · Boterdael · Dasselt · Eichem · Herlinckhove · Lebeke · Linkebeek · Meersvoorde · Muylem · Nederwijk · Neuringen · Nijken · Prindaal · Renderstede · Roesbeke · Roost · Slettem · Steenhout · Terbert · Varenberg · Vogelenzang · Vreckom · Waalhove · Zevenkoten

Belgische gemeenten · Arrondissement Aalst · Oost-Vlaanderen · Vlaanderen